# Vickers Valiant
De Vickers Valiant was de eerste van de drie nieuwe straalaangedreven bommenwerpers die voor de Royal Air Force na de Tweede Wereldoorlog werden ontwikkeld.
De Valiant vormde met de Handley Page Victor en de Avro Vulcan de zogenaamde V-Force die verantwoordelijk was voor de Britse strategische nucleaire vergelding gedurende de eerste jaren van de Koude Oorlog.
De eerste vlucht van de Valiant vond plaats op 18 mei 1951 en de eerste toestellen werden bij de Operational Conversion Unit (OCU) op RAF Gaydon operationeel in 1954. RAF Gaydon, een vliegveld waarop in de oorlog bommenwerpers waren gelegerd, werd ook de eerste V-Force-basis.
De eerste vijftien afgeoefende vliegers formeerden ook het eerste operationele V-Force-squadron, 138 Sqn; dit verhuisde naar RAF Wittering en werd daar in 1955 operationeel. Hiermee had de RAF de vliegers, vliegtuigen en hun wapens bij elkaar want op RAF Wittering lag ook de Britse atoombomvoorraad opgeslagen.
De nieuwe luchtvloot groeide snel en in 1956 werden 214, 207, 49, 148 en 7 Sqn op RAF Marham en RAF Honington operationeel.
De Valiant was ingedeeld op de RAF steunpunten Finningley, Gaydon, Honington, Marham, Wittering en Wyton bij: 7, 18, 49, 90, 138, 148, 199, 207, 214 en 543 Sqn en bij 232 OCU.
In oktober 1956 wierp een Vickers Valiant als test de eerste Britse atoombom af op de Maralinga testrange in Australië. Dit wapen kreeg de codenaam Blue Danube.
Rond datzelfde tijdstip veroverden Egyptische troepen de omgeving van het Suezkanaal en de Engelse regering zette 138, 148, 207 en 214 squadron in vanaf RAF Luqa in Malta. De eerste Valiant-luchtaanvallen (met gewone bommen) begonnen op 31 oktober. Toen de Britse en Franse troepen het door Egypte bezette gebied terugveroverden werden de toestellen weer naar Engeland teruggehaald.

In 1956 werd het kleurenschema voor de toestellen aangepast; de zilverkleur werd vervangen door witte antiflashverf. Deze zou de hitte en stralingseffecten bij eventuele atoomexplosies tegengaan. 

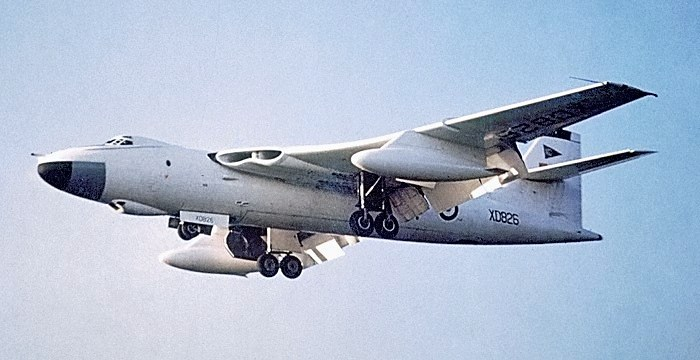
De antiflash-versie

Toen de V-Force met de Handley Page Victor en Avro Vulcan werd versterkt en de Blue Steel-raket werd ingevoerd kreeg de Valiant de rol van tanker toegewezen omdat dit toestel de Blue Steel niet kon vervoeren.
Door de zeer snelle upgrading van de Russische raketafweer werd het vanaf 1961 noodzakelijk dat de toestellen low level moesten gaan opereren; hierbij werd de antiflashverf vervangen door een grijs-groen camouflagepatroon.
De lowleveloperaties veroorzaakten veel extra slijtage op de Vickers Valiant en dit resulteerde in diverse achter elkaar verongelukte toestellen. De twee andere, nieuwere, typen Victor en Vulcan hadden hier geen last van. Na onderzoek bleek metaalmoeheid de oorzaak te zijn en de kosten van het verhelpen van de klacht bleken niet op te wegen tegen de waarde van de verouderde Vickers Valiant. Daarom kregen alle Valiants in december 1964 een vliegverbod en kort daarna werden de Valiant-squadrons opgeheven; het laatste, 49 Sqn in 1965.
De overgebleven toestellen werden bijna allemaal gesloopt; slechts enkele zijn als museumstuk of als ‘poortwachter’ bij een vliegbasis bewaard gebleven.